# Северное Тушино
Се́верное Ту́шино — район и муниципальный округ Северо-Западного административного округа Москвы.
Граница проходит по оси МКАД, Химкинского водохранилища, далее по осям северного проезда Химкинского бульвара, бульвара Яна Райниса и улицы Саломеи Нерис до МКАД.
Муниципалитет граничит с районами Южное Тушино, Митино, Куркино и Левобережный , а также с деревней Путилково города Красногорска и городом Химки Московской области.
На северо-востоке района на берегу Химкинского водохранилища находятся остатки деревни Новобутаково (Новое Бутаково).

## Герб и флаг
Герб и флаг района утверждены и внесены в Геральдический реестр города Москвы с присвоением регистрационного номера 14 декабря 2004 года.
Герб представляет собой щит московской формы с серебряной волнообразной нитью посередине, делящей его пополам. Над ней находится голубое поле с серебряными соколом и звездой, в части под ней — зелёное поле с красной, мурованной серебром стелой, которую окружают две золотые ели. Сокол напоминает о водившихся в этой местности соколах-сапсанах, а совместно с полярной звездой они символизируют находившийся поблизости в тридцатые годы XX века Центральный аэродром полярной авиации Северного морского пути, с которого брали своё начало экспедиции полярников. Стела символизирует мемориал, посвящённый героям-панфиловцам, принимавших участие в обороне Москвы в 1941 году. Серебряная волнообразная нить символизирует Химкинское водохранилище, по которому проходят границы района.

## История
К сёлам Тушино и городу Тушино район отношения не имеет, село располагалось на территории современного района Покровское-Стрешнево, город Тушино — на территории большей части района Южное Тушино и части района Покровское-Стрешнево.
Во времена неолита на этой территории находилась стоянка Льяловской культуры, названная археологами «Алёшкино-1».
На территории современного района Северное Тушино ранее находились сёла Алёшкино, Братцево и деревня Бутакова.
Согласно археологическим исследованиям, местность, где располагалась деревня Алёшкино (современность — в районе улиц Свободы и Планерная и Алёшкинского проезда) была заселена ещё во II тысячелетии до нашей эры, здесь также находили множество предметов XI—XIII веков, но первое упоминание села в документах относится лишь к 1623 году и принадлежало оно Семёну Головину, который получил он её в дар от царя Михаила Романова за хорошую государственную службу. Позже Алёшкино перешло в собственность Николаевского монастыря. Местные крестьяне почти не занимались сельским хозяйством по причине непригодности местных почв для выращивания чего-либо и занимались в основном извозом.
Название села Братцева могло произойти от реки Братовки, которая протекает неподалёку. Первое документальное упоминание села относятся к 1565 году. Землями села владели разные бояре, но только при Богдане Хитрово в 1672 году в Братцеве появился храм Покрова Пресвятой Богородицы, который дошёл до наших дней, однако в сильно изменённом виде. В 1695 году земли села стали принадлежать Кириллу Алексеевичу Нарышкину, в 1780 году — графу Александру Сергеевичу Строганову. Усадьба в Братцеве построена в 1813 году для бывшей жены графа Строганова — Екатерины Петровны Трубецкой. В 1815 году она скончалась, а имение перешло в руки её мужа — Ивана Римского-Корсакова. Смена владельцев Братцева продолжилась и в XIX веке — Апраксины, Щербатовы. На рубеже веков местность стала дачной и жили в них круглогодично. Со временем здесь открылась школа и появилось телефонное сообщение с Москвой. После 1917 года в усадьбе разместили дом отдыха Реввоенсовета, в 1924 году в парке создали колхоз Всесоюзного института прикладной ботаники и новых культур, где занимались исследованиями по акклиматизации деревьев и кустарников из Азии, Европы и Америки. В 1930-е годы здесь открылся дом отдыха Главсевморпути, здание было расстроено. В состав Москвы Братцево вошло в 1960 году, в 1980-е бывшее село снесли, а на его месте построили Детскую городскую клиническую больницу им. З. А. Башляевой. Усадьбу в Братцеве можно увидеть в фильмах «О бедном гусаре замолвите слово» (1980), «Отцы и дети» (1983), «Барышня-крестьянка» (1995), сериале «Бедная Настя» (2003—2004). Тем не менее, бывшее село Братцево находится в районе Северное Тушино, а усадьба с парком Братцево — на территории района Южное Тушино.
Территория нынешнего района Северное Тушино вошла в состав столицы в 1960 году. Массовая застройка развернулась в середине 60-х — начале 70-х годов. В 1969 году открыта трамвайная линия от Братцева до метро Сокол, в 1975 году появились станции метро  Планерная и  Сходненская.

## Население
| 2002     | 2010     | 2012     | 2013     | 2014     | 2015     | 2016     |
| -------- | -------- | -------- | -------- | -------- | -------- | -------- |
| 138 533  | ↗156 381 | ↗157 569 | ↗158 479 | ↗162 050 | ↗163 627 | ↗164 549 |
| 2017     | 2018     | 2019     | 2020     | 2021     | 2023     | 2024     |
| ↗164 770 | ↗165 265 | ↗165 762 | ↗166 217 | ↗171 292 | ↗171 805 | ↗172 055 |

### Национальный состав
По итогам переписи населения 2020 года проживали следующие национальности (национальности менее 0,1 % и другое, см. в сноске к строке «Другие»):
| Национальность | Численность, чел. | Доля     |
| -------------- | ----------------- | -------- |
| Русские        | 88 666            | 51,76 %  |
| Украинцы       | 501               | 0,29 %   |
| Татары         | 418               | 0,24 %   |
| Армяне         | 389               | 0,23 %   |
| Азербайджанцы  | 233               | 0,14 %   |
| Другие         | 81 085            | 47,34 %  |
| Итого          | 171 292           | 100,00 % |

## Транспорт

### Метро
В районе полностью находится станция  Планерная и северный вестибюль станции  Сходненская. Здесь же расположено электродепо «Планерное».

### Наземный электротранспорт
- Трамвай 6 (Братцево —  Сокол) проходит по улицам Героев Панфиловцев, Сходненская, Лодочная, Свободы, Волоколамское шоссе, соединяя Северное Тушино с районами Южное Тушино, Покровское-Стрешнево, Щукино и Сокол.
- Трамвай 6к (Братцево — Восточный мост) — короткая версия маршрута 6 (проходит по улицам Героев Панфиловцев, Сходненская и Лодочная); маршрут работает только по будним дням с 07:08 до 09:13 и с 17:13 до 21:18 с интервалом движения 11 минут, в прочее время, а также в выходные и праздничные дни маршрут не работает. Основная цель короткой версии маршрута 6 — подвоз и вывоз пассажиров от  Сходненская к жилым массивам районов Северное и Южное Тушино в часы пик.
- Ранее ходил троллейбусный маршрут 70 от Белорусского вокзала до Братцева, проходя по бульвару Яна Райниса. Заменён автобусом т70 в ходе ликвидации московской троллейбусной сети.[20]
- От станции метро «Планерная» ходят химкинские троллейбусы 202 и 203, соединяющие район с соседним подмосковным городом.

### Автобусы
Связывают Северное Тушино с центром города, соседними районами, ЗелАО и Московской областью.
Автобусы: н12, с3, с377, с396, Т, т70, 88, 96, 173, 199, 267, 313, 324, 357, 359, 362, 368, 383, 400к, 432, 488, 678, 817, 865, 865к.
Пригородные маршруты: 434, 469, 472, 484, 484с.
Маршрутные такси (пригородные): 154к, 570к, 696, 873, 878к, 946к, 971к, 980, 981, 982, 1082, 1208, 1873.
По границе Северного и Южного Тушина вдоль бульвара Яна Райниса также проходит ночной маршрут н12 (4-й микрорайон Митина —  Китай-город).

### Автомобильные дороги
Основные автомобильные магистрали района: улица Свободы, улица Героев Панфиловцев, Планерная улица, бульвар Яна Райниса, Туристская улица. По северо-западной границе района проходит МКАД.
Улица Героев Панфиловцев названа в память 8-й Гвардейской стрелковой дивизии, сражавшейся в битве под Москвой по Волоколамскому направлению в 1941 году. На этой улице возведён мемориал Героям Панфиловцам. Улица Фомичёвой названа в честь лётчицы, Героя Советского Союза Клавдии Яковлевны Фомичёвой; улица Саломеи Нерис названа в память о народной поэтессе Литвы; бульвар Яна Райниса получил своё название по имени латышского поэта, переводчика, философа; улица Вилиса Лациса названа в память о латышском писателе и государственном деятеле.

### Канатная дорога
Запланировано строительство канатной дороги через Химкинское водохранилище: она должна связать станции метро «Сходненская» и «Речной вокзал». По проекту время в пути между станциями составит 10 минут. Линия станет частью единой системы общественного транспорта Москвы.

## Промышленность
В районе нет крупных промышленных предприятий.

## Наука и образование
На улице Героев-Панфиловцев находятся филиал РХТУ имени Д. И. Менделеева, Научно-исследовательский институт автомобильного транспорта, ПАО «Радиофизика».
Из детских и юношеских кружков и секций функционируют: Центр детского и юношеского творчества «Тушино» и государственного Дома культуры «Алые паруса», культурно-досуговый центр «Радуга» и «Северное Тушино», центр моделизма. Основные участники молодёжной политики — Межрегиональная молодёжная общественная организация «Поколение Плюс», а также Молодёжный общественный совет при управе района Северное Тушино города Москвы.
На территории Северного Тушина работают спортивные клубы «Ермакъ», «Дружба», спортивный клуб «Русь», секция фигурного катания.

## Экология
Экологическая обстановка в районе оценивается как благоприятная из-за находящийся на территории района многочисленных парковых зон и Химкинского водохранилища, а также отсутствия промышленных зон.

### Парки, скверы и общественные пространства
На территории района находятся природные территории, парки, скверы и небольшие озелененные общественные пространства.
Природно-исторический парк «Тушинский» — крупнейший озелененный участок в районе, имеет статус особо охраняемой природной территории регионального значения. В границах района парк включает в себя Долину реки Братовки, Алешкинский лес, озелененный берег Бутаковского залива и Захарковский сад. В парке встречаются лесные массивы, луга, околоводные природные сообщества, нелесные древесно-кустарниковые насаждения. На территории обитают заяц-беляк, белка, лисица, ласка, также гнездятся крупные птицы.
Музейно-парковый комплекс «Северное Тушино» — парк, расположенный между Химкинским водохранилищем и улицей Свободы. Основан 17 апреля 1992 года, комплексно реконструирован в 2013 году. В парке имеются детские и спортивные площадки, есть насыпной и травяной пляжи для отдыха в теплый сезон, открыты кафе. На территории также находится Музей ВМФ России. Среди его экспонатов — дизельная подводная лодка Б-396, экраноплан «Орлёнок», десантно-штурмовой катер «СКАТ».
Сквер у памятника Героям-панфиловцам — зона отдыха с фонтаном и скамейками, расположенная у дома 12 корпус 1 по улице Героев Панфиловцев. Создана на месте озелененного участка по программе «Народный парк» в 2015 году.
Сквер на Планерной улице — участок, благоустроенный в период с 2016 по 2018 годы. Ограничен с севера северным вестибюлем станции метро «Планерная», а с юга — сквером на улице Фомичевой. В сквере стоят скамейки под навесами, оборудованы детские и спортивные площадки, проведено озеленение.
Сквер по улице Героев Панфиловцев — участок, расположенный между сквером на улице Фомичевой и станцией метро «Сходненская». Благоустроен в 2018 году.
Сквер Фомичевой — сквер на пересечении улиц Фомичевой и Героев Панфиловцев. В зоне отдыха находится памятный камень Клавдии Фомичевой (советская летчица, участница Великой Отечественной войны, Герой Советского Союза). В результате благоустройства в 2018 году в сквере появились места для отдыха, в том числе скамейка в виде трехлопастного винта, что подчеркивает название улицы.
Химкинский бульвар — прогулочная зона от станции метро «Сходненская» до улицы Свободы. Полностью реконструирован в 2018 году. В сквере обустроены зоны отдыха для разных возрастных групп (в том числе — площадка для пожилого населения, на которой представлены шахматные столы и тренажеры для разработки суставов). На бульваре стоят парковые качели, разнообразные скамейки и стулья. Есть детская площадка, панна-футбол.
Бульвар на Туристской улице — озелененная зона отдыха, проходящая от бульвара Яна Райниса до улицы Героев Панфиловцев. В 2021 году благоустроен по программе «Мой район». В сквере обустроены места для тихого отдыха (скамейки, парковые качели), детские площадки (в том числе — одна музыкальная с установленными уличными ксилофонами), сделано новое освещение.
Многие улицы района озеленены, в том числе улица Свободы, бульвар Яна Райниса.

## Религия
В районе имеются следующие православные храмы и часовни.
Храмы
- Храм Покрова Пресвятой Богородицы в Братцево. Адрес: улица Саломеи Нерис, дом 4, корп. 2. Действует воскресная школа[42].
- Храм Космы и Дамиана в Северном Тушине (приписной храм прп. Кирилла и Марии Радонежских)[43]. Адрес: ул. Вилиса Лациса, 2, стр. 3

Часовни
- Часовня в честь иконы Божией Матери «Целительница» при детской больнице № 7. Приписана к храму Покрова Пресвятой Богородицы в Братцево. Адрес: 125373, г. Москва, улица Героев Панфиловцев, 28.
- Часовня святого благоверного князя Димитрия Донского в Северном Тушино. Приписана к храму Покрова Пресвятой Богородицы в Братцево. Адрес: улица Туристская, напротив д. 20, корп. 1.
- Часовня вмч. и цел. Пантелеимона при детской больнице № 7. Приписана к храму Покрова Пресвятой Богородицы в Братцево. Адрес: улица Героев Панфиловцев, 28.
- Часовня иконы Божией Матери «Феодоровская» в Братцево. Приписана к храму Покрова Пресвятой Богородицы в Братцево. Адрес: улица Саломеи Нерис, 14.

Храм и часовни входят в состав Спасского благочиния Московской городской епархии Русской православной церкви.

## Известные жители
- Данилов, Дмитрий Алексеевич, писатель, автор повести «Дом десять» о жизни в районе.
- Латыпов, Куддус Канифович, лётчик-штурмовик, Герой Советского Союза.
- Охлобыстин, Иван Иванович, актёр, режиссёр.
- Пыхин, Юрий Георгиевич, подводник, Герой Советского Союза.
- Титова, Галина Николаевна, диктор высшей категории Гостелерадио СССР
- Харламов, Валерий Борисович, хоккеист.
- Шаламов, Варлам Тихонович, писатель, в конце жизни пребывал в Доме престарелых на улице Вилиса Лациса.
- Варвара Шмыкова, актриса.
- Яшин, Илья Валерьевич, общественный деятель политзаключённый.